# Thiên thể nhỏ trong Hệ Mặt Trời
Vật thể nhỏ trong Hệ Mặt Trời (SSSB) là một vật thể trong Hệ Mặt Trời không phải là một hành tinh, một hành tinh lùn, cũng không phải là một vệ tinh tự nhiên. Thuật ngữ này lần đầu tiên được xác định vào năm 2006 bởi Liên minh Thiên văn Quốc tế (IAU) như sau: "Tất cả các vật thể khác, ngoại trừ vệ tinh, quay quanh Mặt Trời sẽ được gọi chung là 'Các vật thể nhỏ trong Hệ Mặt Trời'   ".

Biểu đồ Euler cho thấy các loại vật thể trong Hệ Mặt Trời.

Chúng bao gồm tất cả các sao chổi và hành tinh nhỏ khác ngoài những hành tinh lùn. Do đó, SSSB là: các sao chổi; các tiểu hành tinh cổ điển, ngoại trừ hành tinh lùn Ceres; thiên thể Troia; các centaur và các vật thể bên ngoài sao Hải Vương, ngoại trừ các hành tinh lùn Sao Diêm vương, Haumea, Makemake và Eris và những sao khác có thể trở thành các hành tinh lùn.

## Định nghĩa

Phân phối nhân mã và các vật thể xuyên sao Hải Vương.

Hiện tại vẫn chưa rõ liệu với ràng buộc kích thước nhỏ, chúng sẽ được xem như là một phần của định nghĩa về các thiên thể nhỏ trong Hệ mặt trời trong tương lai hay không, nếu nó sẽ bao gồm tất cả các vật chất đạt xuống tới mức là một thiên thạch, các vật thể vĩ mô nhỏ nhất trên quỹ đạo quanh Mặt trời. (Ở mức độ vi mô thậm chí còn có các vật thể nhỏ hơn như bụi liên hành tinh, các hạt gió mặt trời và các hạt hydro tự do.)
Ngoại trừ lớn nhất, ở trạng thái cân bằng thủy tĩnh, các vệ tinh tự nhiên (mặt trăng) khác với các vật thể nhỏ trong Hệ Mặt trời không có kích thước, nhưng nằm trong quỹ đạo của chúng. Quỹ đạo của các vệ tinh tự nhiên không tập trung vào Mặt trời, mà xung quanh các vật thể khác của Hệ Mặt trời như các hành tinh, hành tinh lùn và các vật thể trong Hệ Mặt trời nhỏ.
Một số vật thể nhỏ trong Hệ Mặt trời lớn hơn có thể được phân loại lại trong tương lai dưới dạng các hành tinh lùn, cần phải kiểm tra nghiên cứu thêm để xác định xem chúng có ở trạng thái cân bằng thủy tĩnh hay không.

Các quỹ đạo của phần lớn các thiên thể nhỏ của Hệ Mặt trời nằm ở hai khu vực riêng biệt, đó là vành đai tiểu hành tinh và vành đai Kuiper. Hai vành đai này có một số cấu trúc bên trong liên quan đến nhiễu loạn bởi các hành tinh lớn (đặc biệt là Sao Mộc và Sao Hải Vương), và có ranh giới được xác định là khá lỏng lẻo. Các khu vực khác của Hệ mặt trời cũng bao gồm các vật thể nhỏ với sự tập trung ít hơn. Chúng bao gồm các tiểu hành tinh gần Trái Đất, centaur, sao chổi và các vật thể đĩa phân tán. 